# Euro-Toques
Euro-Toques ist ein Zusammenschluss europäischer Köche mit Sitz in Brüssel, mit dem Ziel, traditionelle, handwerkliche Erzeuger zu unterstützen, Qualitätserzeugnisse zu fördern, die kulinarischen Traditionen Europas zu erhalten und den verantwortlichen Umgang mit Lebensmitteln durch die Köche zu gewährleisten. 
Die nationale Sektion ist Euro-Toques Deutschland e. V. mit Sitz in Bayreuth.

## Geschichte
Die Organisation wurde am 18. November 1986 von dem Belgier Baron Pierre Romeyer mit Unterstützung des Präsidenten der Europäischen Kommission Jacques Delors gegründet. Toques ist der französische Name der Kochmütze.
Zu den Gründungsmitgliedern gehörten die Köche Paul Bocuse aus Frankreich und Eckart Witzigmann aus Österreich, Gualtiero Marchesi und andere. In Deutschland waren die Köche der ersten Stunde im Jahr 1986 bei Euro-Toques Eckart Witzigmann als Gründungspräsident sowie Heinz Winkler, Hans-Peter Wodarz und Günter Scherrer.
2008 hatte Ernst-Ulrich Schassberger World Toques gegründet, nach dem er als Deutschland-Vorsitzender von Euro-Toques abgewählt worden war; er verwendete von 2008 bis 2016 ebenfalls die Bezeichnung Euro-Toques, sodass in Deutschland zwei konkurrierende Verbände unter gleichen Namen auftraten. In einem gerichtlichen Vergleich wurde vereinbart, dass Schassberger für seine Vereinigung eine andere Bezeichnung, die mit Toques beginnt, verwenden soll. Im Jahr 2016 feierte die Organisation ihr 30-jähriges Bestehen. Anfang 2017 hatte die Organisation in Deutschland 150 Mitglieder.

## Ziele
Der Name „Euro-Toques“ setzt sich zusammen aus den Begriffen Euro für Europa und Toques für la toque (französisch für Kochhut), dem Standeszeichen der Köche. Die Grundphilosophie von „Euro-Toques“ ist verankert im Ehrenkodex, den einzuhalten sich jeder Euro-Toques-Koch verpflichtet. Vor allem geht es um die Verwendung jahreszeitlicher und frischer, unverfälschter Produkte und traditioneller Rezepte, um den Fortbestand regional erzeugter Produkte und die Vielfalt des europäischen kulinarischen Erbes zu erhalten. Neben dem Verbraucherschutz geht es auch um die Information und die Schulung der Konsumenten. Euro-Toques hat nach seiner Satzung philanthropische, wissenschaftliche und pädagogische Ziele. Euro-Toques Deutschland e. V. führt Geschmackssensibilisierungen bei Kindern und Jugendlichen durch, aber auch bei Erwachsenen. Diese Arbeit wird von der Dualen Hochschule Baden-Württemberg in Heilbronn begleitet. Es besteht auch eine enge Verbindung zum Kulinaristik-Forum Rhein-Neckar, die auch in der Satzung verankert ist.